# Hedysarum candidum
Hedysarum candidum là một loài thực vật có hoa trong họ Đậu. Loài này được M.Bieb. miêu tả khoa học đầu tiên.